# Briševo (Bośnia i Hercegowina)
Briševo (cyr. Бришево) – wieś w Bośni i Hercegowinie, w Republice Serbskiej, w mieście Prijedor. W 2013 roku liczyła 4 mieszkańców.